# Domarboken
Domarboken (förkortat Dom) är en bok i judendomens Neviim ("profeterna") och kristendomens Gamla Testamente. Boken har fått sitt namn av att den sammanfattar den period i Israels historia efter Josuas död då landet styrdes av så kallade domare. Den siste domaren som nämns i boken är Simson.
Begreppet "domare" kan betraktas som något missvisande. Snarare är begreppet "hövding" mer korrekt, eftersom det ligger närmare de olika namngivna personernas roller i Domarbokens berättelser.
Teologiskt visar Domarboken hur Israels folk led och förtrycktes när de glömde att följa Gud. När de däremot lyssnade till de domare som Gud sände nådde de framgång i strider med grannfolken, och kunde leva i större frihet och välmående.
Domarbokens femte kapitel kallas Deboras sång eller Deborasången. Det anses vara det äldsta textmaterialet i hela Bibeln. Språket är uråldrigt och exegeter är till och med osäkra på grammatiska former som används i texten.

## Israels styre under domartiden
- Kushan Rishatajim, 8 år
- Otniel, 40 år
- Eglon, Moabs kung, 18 år
- Ehud, 80 år
- Shamgar
- Javin, kung i Hasor, 20 år
- Debora, 40 år Israels första kvinnliga domare
- Midjaniterna, 7 år
- Gideon, 40 år
- Abimelek
- Tola, 23 år
- Jair, 22 år
- Ammoniter
- Jefta, 6 år
- Ivsan, 7 år
- Elon, 10 år
- Avdon, 8 år
- Filistéerna, 40 år
- Simson, under 20 av de 40 år filistéerna styrde Israel
- Eli
- Samuel

kursiv stil anger perioder då folket var kuvat av något av grannfolken